# Magnetosphärisches elektrisches Konvektionsfeld
Der Zusammenstoß von solarem Wind mit dem Erdmagnetfeld erzeugt ein elektrisches Feld in der inneren Magnetosphäre ({\displaystyle r<10~{\text{a}}}, mit a dem Erdradius), das magnetosphärische elektrische Konvektionsfeld. Es ist im Wesentlichen von der Morgen- zur Abendseite ausgerichtet. Das mitrotierende Plasma der inneren Magnetosphäre driftet senkrecht zu diesem Felde und senkrecht zu den Kraftlinien des Erdmagnetfeld Bo. Der Erzeugungsprozess dieses Feldes ist noch nicht vollständig verstanden. Eine Möglichkeit wäre ein Reibungsprozess zwischen solarem Wind und der Grenzschicht der Magnetosphäre – der Magnetopause. Rekonnexion der magnetischen Feldlinien ist eine andere Möglichkeit. Schließlich ist ein hydromagnetischer Dynamoprozess in den Polargebieten der Magnetosphäre denkbar. Aus Satellitenmessungen ergibt sich heute ein ziemlich gutes Bild der Struktur dieses Feldes. Es existieren eine Reihe von Modellen dieses Feldes.
Ein in der Literatur oft benutztes Modell ist das Volland-Stern-Modell (engl. Volland–Stern model).

## Modellbeschreibung
Das Modell basiert auf zwei vereinfachenden Bedingungen:
Das reale Erdmagnetfeld wird durch ein koaxiales Dipolfeld {\displaystyle B} ersetzt. Seine magnetischen Feldlinien können durch den Schalenparameter
{\displaystyle L={\frac {r}{a\sin ^{2}\theta }}} (1)
dargestellt werden. Es ist {\displaystyle L={\text{const.}}} die Gleichung einer Feldlinie, {\displaystyle r} der Abstand von der Erde, {\displaystyle a} der Erdradius und {\displaystyle \theta } der Polabstand. Für {\displaystyle r=a} ist {\displaystyle \theta } der Polabstand des Fußpunktes der Magnetfeldlinie auf der Erdoberfläche, und {\displaystyle r=aL} ist der radiale Abstand der Linie in der Äquatorebene (θ = 90°).
Es wird angenommen, dass das elektrische Feld von einem elektrostatischen Potential Φc abgeleitet werden kann. Wegen der großen elektrischen Leitfähigkeit in der Magnetosphäre können die elektrischen Felder nur senkrecht zum elektrischen Potential und senkrecht zum Magnetfeld ausgerichtet sein. Deshalb muss das elektrische Potential parallel zum Magnetfeld sein. Die Beziehung
{\displaystyle \Phi _{\text{c}}={\frac {\Phi _{\text{co}}}{2}}\left({\frac {L}{L_{\text{m}}}}\right)^{q}\sin(\tau -\tau _{\text{co}})} (2)
erfüllt diese Bedingung. Es ist hier Lm = 1/sin2θm die sog. Separatrix, die das Gebiet der magnetosphärischen mittleren und niedrigen Breiten (θ ≥ θm) mit geschlossenen Magnetfeldlinien vom Polargebiet (θ ≥ θm) mit offenen Magnetfeldlinien (die nur einen Fußpunkt auf der Erdoberfläche besitzen), trennt. τ ist die Lokalzeit, θm ≈ 20° die polare Grenze des Polarlichtgebiets und Φco die gesamte Potentialdifferenz zwischen der Morgen- und der Abendseite. q, Φco, and τco sind empische Parameter, die aus den Beobachtungen bestimmt werden. Gl. (2) gilt für ein festes von der Sonne weg orientiertes Koordinatensystem. Der geomagnetische Äquator in diesem Modell ist mit dem geographischen Äquator identisch. Da das elektrische Potential symmetrisch in Bezug auf den Äquator ist, genügt es, sich auf die Nordhemisphäre zu beschränken. Für eine Transformation von einem nichtrotierenden in ein rotierendes Koordinatensystem muss die Lokalzeit τ durch die geographische Länge λ ersetzt werden.

## Innere Magnetosphäre
Mit den numerischen Werten q ≈ 2, und Φco und τco, abhängig von der geomagnetischen Aktivität (z. B. Φco ≈ 17 und 65 kV, und τco ≈ 0 and 1 h während ruhiger bzw. geomagnetisch gestörter Bedingungen), ist Gl. (2) das Volland-Stern-Modell, gültig außerhalb der Polargebiete (θ > θm) in der inneren Magnetosphäre (r ≤ 10 a) (siehe Abb. 1a).

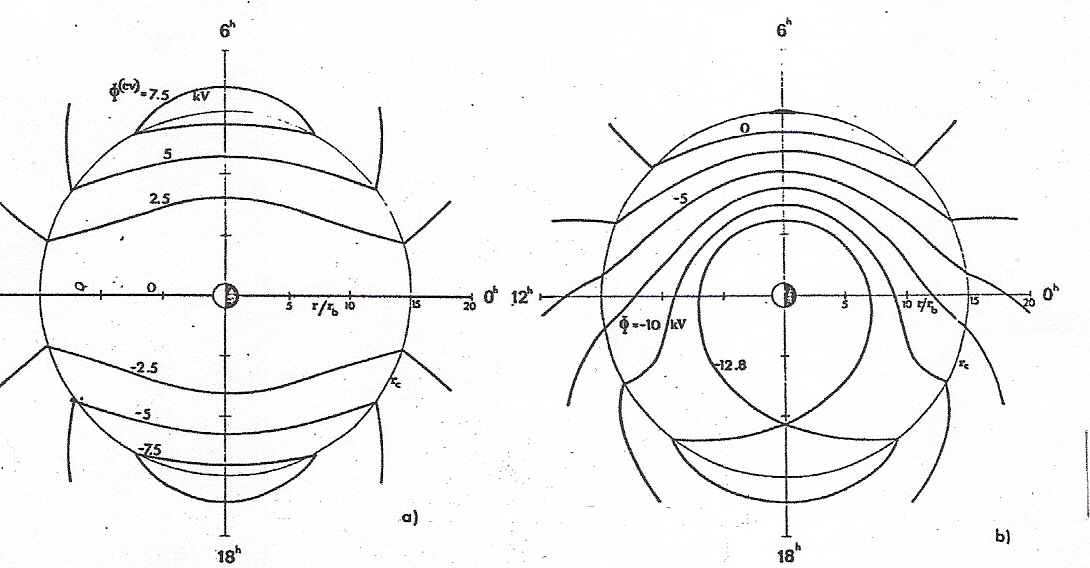
Abbildung 1: Äquipotentiallinien des globalen magnetosphärischen Konvektionsfeldes innerhalb der Äquatorebene der Magnetosphäre (links), und die Summe von Konvektionsfeld und Ko-Rotationsfeld (rechts) während erdmagnetisch ruhiger Bedingungen

Die Verwendung eines elektrostatischen Potentials setzt voraus, dass dieses Modell nur für sehr langsame zeitliche Änderungen (Perioden größer als etwa ein halber Tag) anwendbar ist.
Wegen der Annahme eines koaxialen magnetischen Dipolfelds können nur globale Strukturen simuliert werden.
Die elektrische Feldkomponenten werden bestimmt aus
E = - grad Φ (3)
als
Er = - (q/r)Φc
Eθ = (2q/r) cotθ Φc
Eλ = 1/(r sinθ) cot(τ - τco) Φco
Aus der Elektrodynamik ist bekannt, dass die folgende Beziehung zwischen einem elektrischen Feld in einem rotierenden System Ero zum Feld in einem nichtrotierenden System Enr besteht:
Ero = Enr + U x B
U x B ist die Lorentzkraft mit U = R Ω der Umlaufgeschwindigkeit, R dem Achsenabstand und Ω der Kreisfrequenz der Rotation. Auf das mitrotierende Plasma in der inneren Magnetosphäre wirkt deshalb im nichtrotierenden Koordinatensystem die Lorentzkraft
Φr = - Φro/L (4)
mit Φro = 90 kV. Dies ist das Potential des sogenannten elektrischen Ko-Rotationsfeldes. Im nichtrotierenden Koordinatensystem reagiert deshalb das thermische Plasma in der inneren Magnetosphäre auf die beiden Potentiale in Gl. (2) und Gl.(4):
Φc + Φr (5)
Das Potential Φr nimmt mit der Entfernung von der Erde ab, während das Potential Φc wächst. Die Summe beider Potentiale hat eine torus-ähnliche Struktur mit geschlossenen Potentialflächen, Plasmasphäre genannt (Abb. 1b), in der das thermische Plasma eingefangen ist. Tatsächlich zeigen Whistler-Beobachtungen, dass das Plasma innerhalb der Plasmasphäre um mehrere Größenordnungen größer als außerhalb der Plasmapause, der letzten geschlossenen Potentialfläche, ist (Abb. 1b)). Aus der Konfiguration der Plasmapause lässt sich der Exponent q = 2 in Gl. (2) ableiten, während die Ausdehnung der Plasmapause die Größe Φco bestimmt.

## Ursprung des Konvektionsfeldes
Die Wechselwirkung des solaren Windes mit dem Erdmagnetfeld verursacht die Entstehung eines elektrischen Feldes in der Magnetosphäre. In den polaren Regionen der Magnetosphäre können sich die Feldlinien des interplanetaren Magnetfeldes mit denen des Erdmagnetfeldes verknüpfen, sodass diese Linien nur noch einen Fußpunkt auf der Erdoberfläche besitzen. In den polaren Gebieten der inneren Magnetosphäre sind diese praktisch senkrecht gerichtet. Der durch die polaren Gebiete fließende solare Wind induziert ein elektrisches Feld (hydromagnetische Dynamowirkung), das von der Morgen- zur Abendseite ausgerichtet ist. Es findet eine elektrische Ladungstrennung an der Grenzschicht der Magnetosphäre, -der Magnetopause-, statt.
Elektrische Entladungsströme können entlang der letzten geschlossenen Magnetfeldlinien (Lm) als feld-parallele Ströme (Birkeland Strom) in die ionosphärische Dynamoschicht fließen, innerhalb dieser elektrisch sehr gut leitenden Schicht in zwei Parallelströmen auf der Tag- und auf der Nachtseite (polare Elektrojets oder DP1-Ströme) zur Abendseite und von dort wieder zurück zur Magnetosphäre fließen. Die Schwankungen des Erdmagnetfeldes am Erdboden sind eine Maß für die Variabilität solcher elektrischen Ströme in Ionosphäre und Magnetosphäre.

## Polare Magnetosphäre
Das elektrische Konvektionsfeld in den erdnahen Polargebieten der Magnetosphäre kann durch den Exponenten {\displaystyle q=-1/2} in Gl. (2) simuliert werden. An der Separatrix (Lm), schließt das Potential Φc kontinuierlich an das Potential in mittleren und niedrigen Breiten an (Gl.(2)). Es findet dort jedoch eine Feldumkehr, verbunden mit den oben erwähnten Birkelandströmen, statt. Dies wird durch die Beobachtungen bestätigt.
In einem genaueren Modell wird die Polarlichtzone zwischen etwa 15o und 20o Polabstand, wiederum durch eine koaxiales Magnetfeld vereinfacht, als eine Übergangsschicht eingeführt. Die ionosphärische Dynamoschicht zwischen etwa 100 und 200 km Höhe ist ein Gebiet, in dem Ionen und Elektronen eine unterschiedliche Beweglichkeit besitzen. Auf Grund des Einflusses des Erdmagnetfeldes gibt es zwei Arten von Strömen: den Pedersen Strom, parallel zum elektrischen Feld E, und den Hall-Strom senkrecht zu E und B.
In der Polarlichtzone ist die elektrischen Leitfähigkeit in Abhängigkeit  von der geomagnetischen Aktivität deutlich erhöht. Im Modell wird dies durch den Parameter
τco in Gl.(2) berücksichtigt. Das elektrische Konvektionsfeld treibt zusätzlich elektrische Ströme in den Polargebieten der ionosphärischen Dynamoschicht (DP2), die ebenfalls durch das Modell simuliert werden können.
Die aus den erdmagnetischen Schwankungen am Erdboden abgeleiteten elektrische Ströme gelten nur für horizontale Flächenströme in der Ionosphäre. Die realen Ströme sind jedoch in der Regel dreidimensional. Die Birkelandströme haben kaum einen magnetischen Effekt an der Erdoberfläche. Zur eindeutigen Bestimmung der tatsächlichen Stromkonfiguration sind deshalb direkte Magnetfeldmessungen in Ionosphäre und Magnetosphäre notwendig.
Das Modell gestattet die Trennung von Pedersen- und Hall-Ströme. DP2 besteht z. B. fast nur aus Hallströmen. Die polaren Elektrojets (DP1) besitzen beide Stromkomponenten. Die Jets haben Stromstärken von mehreren hundert Kiloampere. Dissipation der Pedersenströme (Joulesche Erwärmung) wird an das Neutralgas der Thermosphäre weitergegeben. Dadurch werden thermosphärische and ionosphärische Störungen erzeugt. Langlebige Störungen verbunden mit starken erdmagnetischen Variationen entwickeln sich zu globalen Thermosphären- und Ionosphären-Stürmen.